# 小牧市立小牧中学校
小牧市立小牧中学校（こまきしりつこまきちゅうがっこう）は、愛知県小牧市にある市立の中学校である。地元の人は、牧中（まきちゅう）と呼んでいる。

## 概要
元々小牧山の東側現在の史跡公園にあったが、1998年（平成10年）に現在の場所に移転された。

## 沿革
本校の沿革である。
- 1947年（昭和22年）4月1日 小牧町立小牧中学校創設。小牧町全体を学区とする。全校生徒652名。
- 1947年（昭和22年）8月8日 小牧山で校舎建設地鎮祭り。
- 1948年（昭和23年）3月19日 第1回卒業式。卒業生67名。
- 1948年（昭和23年）12月20日 生徒会新聞「帆巻」創刊号発刊。
- 1950年（昭和25年）3月21日 小牧中学校同窓会結成。
- 1951年（昭和26年）8月10日 愛日水泳大会初優勝。
- 1952年（昭和27年）10月26日 創立5周年記念式典。（校旗樹立。校歌制定。）
- 1954年（昭和29年）8月30日 県中学校水泳大会で舟橋淑行選手背泳50m日本1位、中学新記録樹立。
- 1955年（昭和30年）1月1日 小牧市誕生に伴い、小牧市立小牧中学校となる。
- 1956年（昭和31年）8月19日 全国ジュニア水泳大会にて水野隆晴選手バタフライ100m、200mで日本新。
- 1957年（昭和32年）10月25日 運動場西高台に牧中のシンボル「希望台碑」を建立。
- 1959年（昭和34年）9月26日 伊勢湾台風により大きな被害。休校して復旧作業。
- 1963年（昭和38年）8月15日 愛日水泳大会男子13連勝、女子3連勝達成。
- 1964年（昭和39年）12月12日 小牧市初の50mプールが竣工。
- 1965年（昭和40年）7月7日 防音鉄筋校舎竣工。
- 1966年（昭和41年）4月20日 信条の碑除幕。
- 1966年（昭和41年）11月1日 第1回文化祭開催。
- 1966年（昭和41年）11月21日 優良子ども銀行として大蔵大臣表彰を受賞。
- 1967年（昭和42年）2月20日 山下清画伯、本校に訪問。スケッチを遺す。
- 1972年（昭和47年）1月1日 生徒の長髪を許可。
- 1972年（昭和47年）3月8日 健児の像除幕。
- 1973年（昭和48年）4月3日 入学式。577名が入学し、全校で1695名となる。
- 1974年（昭和49年）4月1日 生徒が増加したことにより、小牧市立応時中学校を新設し、本校より分離。
- 1976年（昭和51年）3月10日 校歌碑除幕。
- 1977年（昭和52年）4月15日 米飯給食始まる。
- 1982年（昭和57年）8月19日 第12回中部地区選抜中学野球大会に優勝。
- 1983年（昭和58年）4月1日 生徒が増加したことにより、小牧市立小牧西中学校を新設し、本校より分離。
- 1984年（昭和59年）8月5日 中部日本吹奏楽コンクールで優勝。
- 1987年（昭和62年）9月13日 吹奏楽東海大会で3年連続金賞。
- 1989年（平成元年）2月13日 市民駅伝男子6連覇、女子4連覇。
- 1989年（平成元年）10月20日 ジュニアオリンピックボール投げで佐藤健司選手優勝。
- 1996年（平成8年）6月26日 小牧山前に新校舎建設着手。
- 1997年（平成9年）11月30日 創立50周年記念式。
- 1998年（平成10年）4月2日 新校舎竣工式。
- 1998年（平成10年） 小牧山の裾から新校舎に移転。
- 1998年（平成10年）9月-12月 旧校舎解体。インターネット接続。
- 1999年（平成11年）11月12日 県教育放送「スクールライフ」で本校の情報ネットワーク活用をテレビ放映。
- 2000年（平成12年）4月1日 各教科や総合的な学習においてボランティア支援授業が始まる。
- 2001年（平成13年）11月20日 文部科学省・愛知県教育委員会・小牧市教育委員会研究指定「学校支援ボランティアとともに創る学校教育研究発表会」開催。

## 生徒
2013年（平成25年）4月1日現在
全校生徒843人23クラス
- 1学年277人8クラス
- 2学年268人7クラス
- 3学年298人8クラス

## 部活動
運動部
- 陸上部
- 軟式野球部
- サッカー部
- バスケットボール部
- バレーボール部
- ソフトテニス部
- バドミントン部
- テニス部
- 卓球部
- 柔道部
- 剣道部
- 水泳部

文化部
- 美術部
- 吹奏楽部
- 演劇部
- 家庭科部
- 科学部
- 情報発信部

## ボランティア活動
ボランティア活動が非常に盛んである。その一連の活動は「注文ボランティア」と称されており、生徒会執行部を中心に行われている。その募集も、教員ではなく、生徒により行われている。

## 交通
- こまき巡回バス 小牧中学校前停留所下車

## 周辺
- 合瀬川
- 佐藤食品工業小牧本社工場
- コーナン小牧店
- MEGAドン・キホーテUNY小牧店
- 小牧市役所
- 春日井保健所小牧支所
- マックスバリュ小牧店

## 出身有名人
- 薬師寺保栄（タレント、元プロボクサー）
- 井戸田潤（お笑い芸人（スピードワゴン））
- AK-69（アーティスト